# Zorro contro Maciste
Zorro contro Maciste este un film peplum italiano din 1963 regizat de Umberto Lenzi. În rolurile principale joacă actorii Alan Steel ca Maciste și Pierre Brice ca Zorro. În Statele Unite a fost difuzat în cinematografe sub numele Samson and the Slave Queen.

## Prezentare
Filip al II-lea al Spaniei, rege de Navarra (Nogara) moare și numele viitorului monarh din Navarra este necunoscut. Cele două nepoate ale sale, Isabella și Malva se luptă pentru titlul de regină, astfel încât viitorul lor soț va deveni noul rege. 
Malva află de existența unui testament aflat în mâinile Generalului Saveria care se îndreaptă spre Nogara. Testamentul este ascuns într-un tub, prin care regatul revine Isabellei. Furioasă, ea îl angajează și îl convinge pe Maciste să-l găsească și să-l înlocuiască cu un nou testament nefavorabil verișoarei sale. Malva speră astfel să fure tronul și să scape de Isabella. 
Isabella, aflând de intrigile verișoarei sale, îl angajează pe Zorro. 
După mai multe aventuri, Maciste își dă seama că Isabella este adevărata moștenitoare și că Malva este o femeie rea la suflet, de aceea el dă în cele din urmă testamentul adevarat lui Zorro. 
Filmul se încheie cu Isabella care devine regină (iar Zorro soțul ei) iar Malva, după ce încercase s-o ucidă pe Isabella, este trimisă în exil pe viață. În ceea ce-l privește pe Maciste, el pleacă în căutarea unor noi aventuri ...

## Distribuție
- Alan Steel (Sergio Ciani) ca Maciste  / Ramon
- Pierre Brice ca Zorro / Samson
- Moira Orfei ca Malva
- Maria Grazia Spina ca Isabella de Alazon
- Andrea Aureli ca Rabek
- Gianni Baghino ca Paco
- Attilio Dottesio ca General Saveria
- Massimo Serato ca Garcia de Higuera
- Andrea Scotti ca Pedro
- Aldo Bufi Landi ca Deikor